# Карпенко Степан Данилович
Карпенко Степан Данилович (літературний псевдонім — «Паливода») — український актор, композитор, письменник, співак.

## Життєпис
Народився 24 грудня 1814 р. (5 січня 1815 р.) у м. Василькові Київської обл. Помер не раніше 1886 р.
Разом з братом Григорієм автор водевілю «Сватання на вечорницях», що був екранізований 1911 р.
Друкуватися почав 1831. Брав участь у випуску літературних збірників, писав вірші, повісті («Твардовський», «Прапрадід», «Плачевная участь Василькова», «Шпак», «Повість про правду»). Вперше інсценізував поему «Катерина» Т. Г. Шевченка.
Видав кілька збірок складених переважно ним самим пісень: «Барвінок України» (два випуски — К., 1845; СПБ, 1848), «Васильківський соловей», «Жайворонок київських полів».
Його пісня «На захід сонце вже хилилось» (інша назва «Про любов і кохання») стала народною.
Як співак у репертуарі мав понад 500 українських народних пісень і романсів, виступав на музичних вечорах і концертах Петербурга, Москви та інших міст Російської імперії.